# Vladislav Akimenko
Vladislav Akimenko (en ucraniano: Владислав Акименко; 5 de marzo de 1953) es un deportista soviético que compitió en vela en las clases Tempest y Flying Dutchman.
Participó en los Juegos Olímpicos de Montreal 1976, obteniendo una medalla de plata en la clase Tempest. Ganó una medalla de bronce en el Campeonato Mundial de Flying Dutchman de 1983.

## Palmarés internacional
| Juegos Olímpicos | Juegos Olímpicos  | Juegos Olímpicos | Juegos Olímpicos |
| Año              | Lugar             | Medalla          | Clase            |
| ---------------- | ----------------- | ---------------- | ---------------- |
| 1976             | Montreal (Canadá) | Medalla de plata | Tempest          |

| Campeonato Mundial | Campeonato Mundial | Campeonato Mundial | Campeonato Mundial |
| Año                | Lugar              | Medalla            | Clase              |
| ------------------ | ------------------ | ------------------ | ------------------ |
| 1983               | Cagliari (Italia)  | Medalla de bronce  | Flying Dutchman    |